# Nora de Kelmendi
Nora de Kelmendi était une femme du XVIIe siècle célèbre pour sa beauté et sa bravoure au combat. Parfois surnommée l'Hélène ou la Brunehilde d'Albanie, elle fut une grande guerrière. Il y a deux versions de la légende, toutes finissant avec la mort du pacha de l'Empire ottoman qui avait menacé de réduire la Haute Terre ((sq) : Malësia (en) ; Maltsia ou Malcia en guègue) en cas de refus de Nora de Kelmendi de l'épouser.

## La légende
Le point culminant de cette légende se situerait soit en 1637, soit au point culminant de la confrontation entre les Kelmendi (tribe) (en) et les Ottomans, en 1638, ou en 1639.
Le père de Nora, un noble guerrier, avait voulu un fils pour combattre les Ottomans, et quand elle naquit, il l'abandonna dans un orphelinat. Ayant eu des agissements de son frère, sa sœur adopta Nora et l'éduqua comme un garçon. Le temps passa et le père biologique de Nora, ayant envie d'entraîner quelques guerriers, décida de prendre le "fils" de sa sœur. Ainsi, sans le savoir, il apprit le métier des armes à sa propre fille, qui par ailleurs devint la plus belle femme de Malësia. Cette réputation de beauté parvint aux oreilles d'un pacha qui habitait le château de Rozafa à Shkodra, et qui en tomba amoureux quand il vint la voir.
Étant de la Bosnie voisine, il voulut l'épouser selon les règles du kanun et envoya un homme de confiance pour lui demander sa main, mais la famille de Nora répondit que le kanun ne pouvait pas s'appliquer aux étrangers. Le pacha, qui entretenait un harem et n'était pas habitué à ce qu'on s'oppose à lui, devint furieux : « Soit Nora m'épouse, soit je réduis en cendres la Malêsia ». Il prit donc la tête d'une armée pour assiéger la Malêsia.
Nora, qui avait su être une guerrière, devait maintenant prouver qu'elle pouvait être sage pour éviter la destruction de son pays. Et il a deux versions pour la suite. Dans la première, elle feignit de vouloir se marier sans le consentement de sa famille et revêtit une xhubleta, une robe traditionnelle, et se rendit dans la tente du pacha, où il tomba à ses genoux et remercia Allah pour une telle offrande. Il ordonna à ses troupes le repos et se prépara à retourner à Shkodra. Les soldats accueillirent la nouvelle avec joie et s'oublièrent dans le haschich. Quand tout fut tranquille, Nora dégaina une dague magique (aucun de ceux qui la porta ne fut blessé ou tué) qui se transmettait dans sa famille de génération en génération. Elle poignarda son prétendant, et quand il s'affaissa sur son tapis persan, la coutume albanaise voulant qu'on ne frappe pas un homme à terre lui dicta la fuite, et l'armée de Malêsia attaqua et gagna la bataille. Le pacha survécut à ses blessures, rassembla quelques hommes, et se dirigea vers la demeure de Nora.
Dans l'autre version de la légendé, l'armée du pacha s'était scindée en deux, et une troupe attaquait les villages, pillait violait. Nora aurait alors pris la tête de 300 femmes, et dans les combats elle serait trouvée face au pacha.
Dans les deux versions, néanmoins, elle tue le pacha dans un duel.

## La réalité
Les sources historiques donnent une version moins sensationnelle de l'histoire, se concentrant davantage sur la lutte permanente de plus d'une décennie entre les Ottomans et les montagnards de Clementi, initialement en raison de leur collaboration avec les Monténégrins, et sur leur réputation d'être une des tribus albanaises les plus opiniâtres, plutôt que sur le portrait de Nora ou de toute autre héroïne locale, bien qu'elles mentionnent que des femmes aient également combattu. Selon le Cuneus Prophetarum (en) de Pjetër Bogdani, ils étaient environ 500 Kelmendi (tribe) (en) à attaquer une armée ottomane de 12 000 hommes. François Lenormant, dans son ouvrage Turcs et Monténégrins (Paris, 1866), mentionne une armée ottomane de plus de 30 000 hommes dont 900 du côté des Klementi, alors que le conflit commença en 1624 et culmina en 1638. 5] Une autre description vient du père F. Arcangelo da Salto, théologien et conseiller de Savoie et consultant du Saint-Siège, qui mentionne environ 700 Klementi, et des pertes ottomanes à hauteur d'environ 4.000 (publié dans Vita del Venerabile Padre Fr.Bonaventura da Palazzuolo Riformato, vol.II, Venise, octobre 1722).